# Myrmarachne leptognatha
Myrmarachne leptognatha este o specie de păianjeni din genul Myrmarachne, familia Salticidae. A fost descrisă pentru prima dată de Thorell, 1890. Conform Catalogue of Life specia Myrmarachne leptognatha nu are subspecii cunoscute.